# Miro papou
Devioeca papuana
Genre
Espèce
Statut de conservation UICN

 LC  : Préoccupation mineure
Le Miro papou (Devioeca papuana) est une espèce de petit passereaux de la famille des Petroicidae.

## Répartition
On le trouve en Nouvelle-Guinée.

## Habitat
Il vit dans les montagnes humides tropicales et subtropicales.